# Буллай
Буллай (нім. Bullay) — громада в Німеччині, розташована в землі Рейнланд-Пфальц. Входить до складу району Кохем-Целль. Складова частина об'єднання громад Цель (Мозель).
Площа — 3,96 км2. Населення становить 1589 ос. (станом на 31 грудня 2020).